# Jadwiga Złotorzycka
Jadwiga Złotorzycka-Kalisz (ur. 14 października 1926 w Warszawie, zm. 2 października 2002 we Wrocławiu) – polska entomolog, specjalistka w zakresie wszołów, profesor zwyczajna doktor habilitowana Uniwersytetu Wrocławskiego.

## Życiorys
Urodziła się 14 października 1926 w Warszawie, w rodzinie astronoma Eugeniusza Rybki i Marii z Sierakowskich. Dzieciństwo spędziła we Lwowie. W 1939 ukończyła szkołę powszechną i kontynuowała naukę prywatnie. Od 1942 była preparatorką w Instytucie Tyfusu Plamistego u prof. Rudolfa Weigla. W 1945 zdała maturę i w ramach wysiedlenia Polaków ze Lwowa znalazła się we Wrocławiu, gdzie rozpoczęła studia na Wydziale Nauk Przyrodniczych Uniwersytetu Wrocławskiego. Podczas studiów rozpoczęła pracę w Muzeum Zoologicznym Instytutu Zoologicznego Uniwersytetu Wrocławskiego, gdzie porządkowała poniemieckie zbiory entomologiczne. W 1950 uzyskała tytuł magistra, a następnie została etatowym pracownikiem muzeum. W 1960 pod kierunkiem profesor Janiny Janiszewskiej przygotowała i obroniła doktorat, od 1962 pracowała w Zakładzie Parazytologii Ogólnej w Instytucie Zoologicznym Uniwersytetu Wrocławskiego. W 1970 habilitowała się i przejęła po przechodzącej w 1972 na emeryturę prof. Janiszewskiej stanowisko kierownika Zakładu Parazytologii Ogólnej. W 1974 Zakład został przeniesiony do Instytutu Mikrobiologii, w 1978 Jadwiga Złotorzycka została profesorem nadzwyczajnym, od 1987 do 1993 pełniła funkcję zastępcy dyrektora Instytutu Mikrobiologii Uniwersytetu Wrocławskiego. Równocześnie w latach 1987–1992 przewodniczyła Oddziałowi wrocławskiemu Polskiego Towarzystwa Parazytologicznego. W 1991 została profesorem zwyczajnym, w 1996 przeszła na emeryturę.
Jadwiga Złotorzycka zajmowała się entomologią parazytologiczną, badała układy „pasożyt-żywiciel", systematykę, bionomię, ultrastrukturę powierzchniową oraz ewolucję sprężoną Mallophaga z ewolucją ptaków żywicielskich. Zajmowała się faunistyką i zoogeografią Mallophaga ze szczególnym uwzględnieniem Polski, przeprowadziła rewizje w obrębie rodzin Menoponidae, Colpocephalidae, Rallicolidae, Philopteridae. Przy użyciu mikroskopii skaningowej przeprowadziła badania organów zmysłu i różnych wytworów kutikuli. Uporządkowała systematykę i synonimikę Mallophaha, szczególnie podrzędy Amblycera i Ischnocera. Opisała nowe taksony 18 rodzajów, 9 podrodzajów i 56 gatunków, była autorką ponad 100 publikacji naukowych, 6 zeszytów z serii „Klucze do Oznaczania Owadów Polski”, 2 tomów z serii „Katalog Fauny Polski” oraz „Katalogu Fauny Pasożytniczej Polski” oraz 4 opracowania monograficzne Mallophaga.
Została pochowana na Cmentarzu Świętej Rodziny we Wrocławiu.

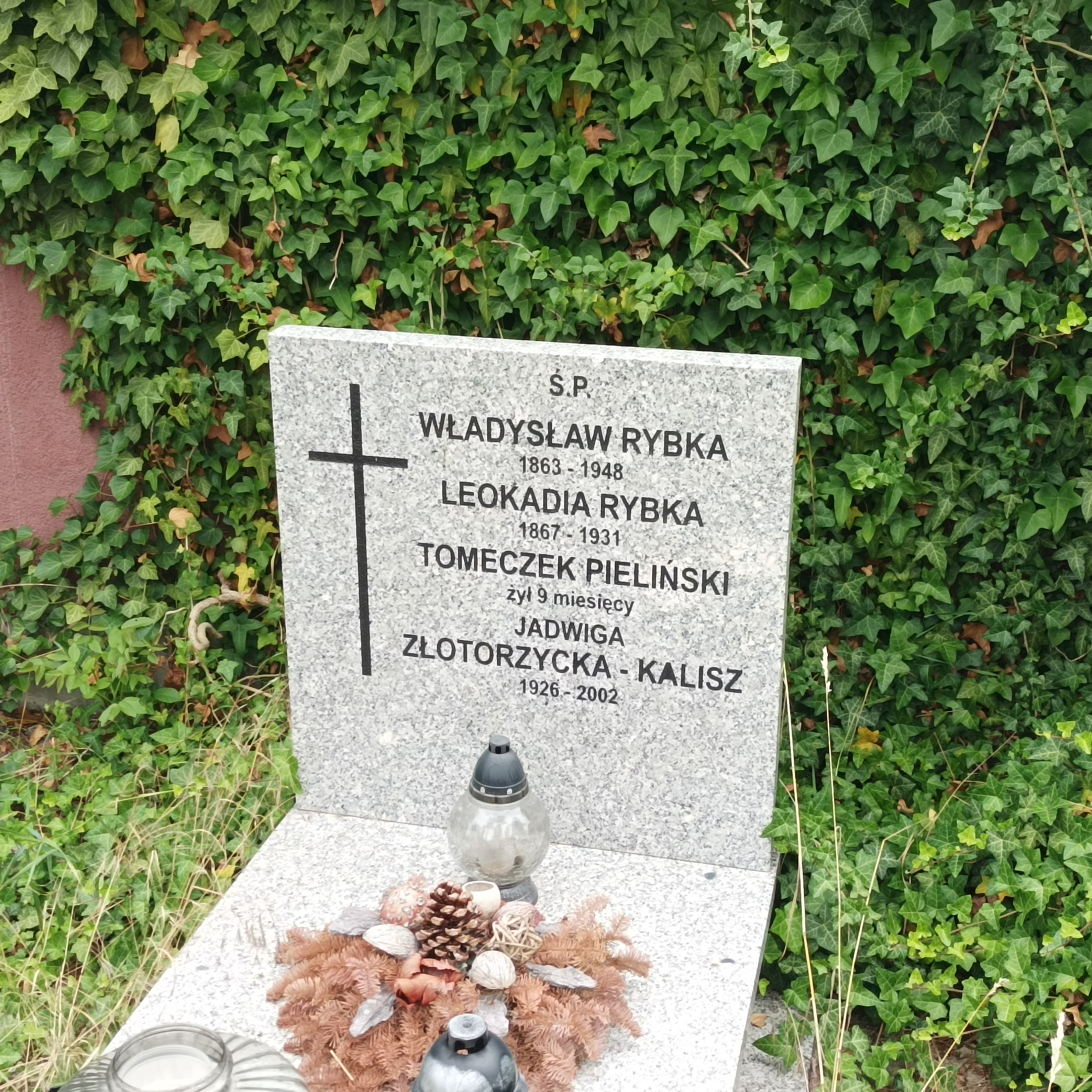
Grób prof. Jadwigi Złotorzyckiej na Cmentarzu Świętej Rodziny we Wrocławiu

## Wybrane publikacje
- Katalog Fauny Polski. Mallophaga. (współautor: M. Modrzejewska), 1988.
- Catalogue of the Polish parasitic fauna. Part IV. Bird Parasites. Fascicle 3. Parasitic Arthropods. (PNW) Polish Scientific Publishers (1990).

## Członkostwo
- Polskie Towarzystwo Parazytologiczne[6];
- Polskie Towarzystwo Entomologiczne (od 1998 członek honorowy);
- Polskie Towarzystwo Zoologiczne;
- Wrocławskie Towarzystwo Naukowe;
- Komitet Parazytologiczny Polskiej Akademii Nauk;
- członek Rad Redakcyjnych:
  - Acta Parasitologica Polonica;
  - Wiadomości Parazytologicznych (redaktor naczelny w latach 1988–1998);
  - Angewandte Parasitologie.

## Ordery i odznaczenia
- Złoty Krzyż Zasługi
- Krzyż Kawalerski Orderu Odrodzenia Polski
- Medal Komisji Edukacji Narodowej
- Złoty Medal Uniwersytetu Wrocławskiego (1 października 1998)